# Kretjinskijs bryllup
Kretjinskijs bryllup (russisk: Свадьба Кречинского, translit.: Svadba Kretjinskogo) er en russisk stumfilm fra 1908 af Aleksandr Drankov.
Filmen er baseret på 2. akt af skuespillet af samme navn skrevet af A. Sukhovo-Kobylina. Filmen er kun delvist bevaret.

## Handling
Charlatanen Kretjinskij forelsker sig i den unge datter af landejeren Mirsomskij og får tilladelse til at få hendes hånd. Kretjinskij har det svært: Alle aktiver er pantsat, kreditorerne kommer rendende i et væk og har frygter at blive smidt ud af klubben hvert øjeblik; smides han ud, aflyses brylluppet og han kan vinke farvel til sin store medgift. Brylluppet står om ti dage og for at klare den behøver Kretjinskij tre-fire tusinde rubler …

## Medvirkende
- Vladimir Davydov som Raspljujev
- V. Garlin som Fjodor
- A. Novinskij som Kretjinskij